# Pepa Fernández
María José Fernández Vallés (Cervera, Lérida, 4 de marzo de 1965), más conocida como Pepa Fernández, es una periodista española, directora y presentadora en Radio Nacional de España. Desde 1999 dirige el programa de fin de semana No es un día cualquiera, salvo de septiembre de 2019 a julio de 2022, en que se puso al frente del matinal De pe a pa, de lunes a viernes y de 10 a 13 horas, incluido en Las mañanas de RNE. Ha recibido una veintena de galardones, entre otros dos Premios Ondas, en 2003 y 2008.

## Biografía
Nacida en la localidad leridana de Cervera en 1965, su familia paterna es orensana.
Comenzó escribiendo en una revista local de Cervera. A los dieciocho años comenzó a trabajar en la radio. cuando abrieron la emisora local Radio Cervera. Se licenció en Ciencias de la Información por la Universidad Autónoma de Barcelona.
Desde 1999 a julio de 2019 dirigió y presentó en Radio Nacional el programa No es un día cualquiera, un magacín de fin de semana, que ha sido premiado en diversas ocasiones. Ha tenido o tiene ilustres colaboradores, como Andrés Aberasturi, José Luis Garci, José Ramón Pardo, entre otros; o los ya fallecidos José María Íñigo y José Antonio Labordeta.
En septiembre de 2019 se incorporó al segundo tramo de Las mañanas de RNE en sustitución de Alfredo Menéndez, con el matinal De pe a pa, que dirigió hasta julio de 2022.
Volvió al fin de semana con No es un día cualquiera en septiembre de 2022.
El domingo 5 de mayo de 2024 celebró su programa 2000+1 al frente de No es un día cualquiera, ante sus escuchantes, en el Teatro Monumental de Madrid.
Ha trabajado en varios programas de televisión. Ha sido colaboradora del espacio El club de TV3 y en Telepasión, de TVE.
En 2024 participó en el documental, Dones de la ràdio, dirigido por Neus Sala sobre las profesionales de las ondas en los 100 años de historia de ese medio en Cataluña. Producido por RTVE Cataluña y 3Cat, donde habló de su paso en 1999, de la radio en catalán a la radio en castellano, de ámbito estatal.
Durante dos etapas ha sido profesora en la Facultad de Ciencias de la Comunicación de la Universidad Ramon Llull de Barcelona y ha impartido clases y talleres en la Universidad Pontificia de Salamanca y en el Máster de RNE.

## Premios y reconocimientos
- 2001, 2004, 2008 y 2010: Dos Micrófono de Plata y dos premios especiales, otorgados por la APEI (Asociación Profesional Española de Informadores de radio, prensa y televisión) [13]
- 2002: Premio de Radio de Cambio 16 [13]
- 2003: Premio Ondas al mejor programa de radio de difusión nacional por No es un día cualquiera, por su calidad radiofónica y la diversidad de los contenidos mostrados.[6]
- 2005: Antena de Oro
- 2008: Pica d'Estats de periodismo en la categoría de radio a No es un día cualquiera, concedido por la Diputación Provincial de Lérida.
- 2008: Premio Ondas a la Trayectoria Profesional.[3]
- 2009: Micrófono de Oro.[14][15]
- 2009: Premio Emilio Castelar a la Eficacia Comunicativa.[16]
- 2015: Premio Nacional de Periodismo Miguel Delibes "por la constante defensa de la lengua española" en la radio.[17][18][19]
- 2015: Premio José Antonio Labordeta, categoría de Comunicación, concedido por la Fundación José Antonio Labordeta.[20]
- 2015: Distinción Excelencia Cava, en la categoría Divulgación, otorgado por el Consejo Regulador del Cava.
- 2016: Premio Periodístico Concha García Campoy [21]
- 2017: Premio Labor de Difusión de la Gastronomía otorgado por el Diario de Avisos.[22]
- 2019. Premio Cedro por su defensa de los derechos de autor, otorgado por CEDRO, Centro Español de Derechos Reprográficos.[23]
- 2021: Premio Periodismo Ciudad de Málaga, en la categoría trayectoria personal.[24]
- 2023: Premio Antonio Mompeón Motos de Periodismo, en el XX Aniversario de los Premios Heraldo de Aragón.[25]
- 2024: Premio Cultura concedido por el Consejo de Gobierno de la Universidad de Sevilla, "por excepcional trayectoria al servicio de la difusión de la cultura y de la creación de espacios culturales a través del medio radiofónico".[26]
- 2024: Premio Archiletras de la Lengua en la categoría Voz del año, ex aequo con Ana Blanco.[27]

## Libros
- Lo que la vida enseña (Esfera de los Libros, 2008) [28]